# ابرنواخترهای نوع یکم بی و یکم سی

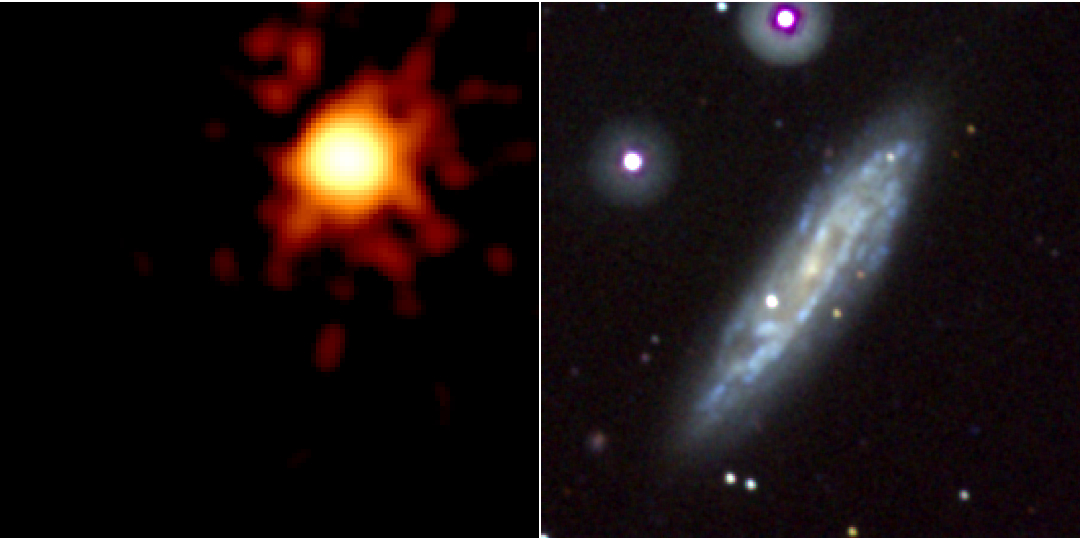
ابرنواختر نوع یکم بی ابرنواختر 2008D در کهکشان ان‌جی‌سی ۲۷۷۰ که در پرتو ایکس نشان داده شده‌است (سمت چپ) و نور مرئی (سمت راست، در مکان‌های مشابهی در هر دو تصویر. عکس از ناسا.

ابرنواخترهای نوع یکم بی و یکم سی (به انگلیسی: Type Ib and Ic supernovae) در دستهٔ ابرنواخترهایی قرار می‌گیرد که به دلیل رُمبش مغزهٔ ستاره‌های سنگین ایجاد می‌شوند. این ستاره‌ها پوشهٔ بیرونی هیدروژنی خود را افشانده یا از بین برده‌اند و در مقایسه با طیف ابرنواختر نوع یکم ای، خطوط جذبی سیلیکون را کم دارند. چنین انگاشته می‌شود که در مقایسه با نوع یکم بی، ابرنواخترهای نوع یکم سی، مقدار بیش‌تری از پوشهٔ آغازین خود را از دست داده باشند که شامل بیش‌تر هلیوم‌شان هم می‌شود. معمولاً از این دو نوع به عنوان ابرنواخترهای مغزه رُمبیدهٔ لخت یاد می‌شود. 

## طیف
وقتی یک ابرنواختر رصد (نپاهیده) شد، می‌توان آن را بنابر رویهٔ مینکوفسکی-تسوئیکی دسته‌بندی کرد. این دسته (کتاگر) بر مبنای خطوط جذبی‌ای است که در طیفش نمایان می‌شود. یک ابرنواختر ابتدا بر مبنای این که نوع یک هست یا نوع دو دسته‌بندی می‌شود، بعد بر مبنای ویژگی‌های مشخص‌تری زیر-کتاگُریده می‌شود.